# Comitato Olimpico Norvegese
Il Comitato Olimpico Norvegese (noto anche come Norges idrettsforbund og olympiske og paralympiske komité in norvegese) è un'organizzazione sportiva norvegese, nata nel 1900 a Oslo, Norvegia.
Rappresenta questa nazione presso il Comitato Olimpico Internazionale (CIO) dal 1900 ed ha lo scopo di curare l'organizzazione ed il potenziamento dello sport in Norvegia e, in particolare, la preparazione degli atleti norvegesi, per consentire loro la partecipazione ai Giochi olimpici. Il comitato, inoltre, fa parte dei Comitati Olimpici Europei.
L'attuale presidente dell'organizzazione è Tove Paule, mentre la carica di segretario generale è occupata da Inge Anderden.

## Onorificenze e riconoscimenti
- Medaglia per lo sport: può essere assegnata a tutti i cittadini dopo il superamento di determinate prove.
- Trofeo del Re: viene assegnato ai migliori atleti maschili e femminili dell'anno nelle diverse specialità. I trofei vengono pagati dalla famiglia reale[1].
- Premio Egebergs: viene assegnato ad atleti che abbiano ottenuto ottime prestazioni in due diversi sport[2].
- Gold Club: fanno parte del club tutti gli atleti vincitori di medaglia d'oro olimpica[3].
- Galà dello Sport: è una serata organizzata dall'emittente radiotelevisiva NRK. Vengono premiate diverse categorie tra cui atleta dell'anno, migliore atleta maschile, migliore atleta femminile, atleta disabile[4].
- Squadra del cuore